# Цернец
Цернец (нем. Zernez) — коммуна в Швейцарии в Нижнем Энгадине, кантон Граубюнден. Входит в состав региона Энджадина-Басса/Валь-Мюштайр (до 2015 года входила в округ Инн).
1 января 2015 года в состав Цернеца вошли бывшие коммуны Лавин и Суш.
Официальный код — 3746.

## География
Цернец располагается при впадении реки Шпёль в Инн. Площадь коммуны составляет 203,85 км². 8,1 % территории занимают сельскохозяйственные угодья; 34,6 % — леса; 0,7 % — населённые пункты и дороги и оставшиеся 56,6 % — не используются (горы, ледники, реки).

## Население
Население на 31 декабря 2019 года - 1523 человека.
По данным на 31 декабря 2012 года население коммуны составляет 1150 человек. Гендерный состав по данным на 2000 год был следующим: 50,9 % — мужчины и 49,1 % — женщины. Возрастной состав коммуны был следующим: 10,8 % — младше 9 лет; 7,1 % — от 10 до 14 лет; 6,0 % — от 15 до 19 лет; 10,6 % — от 20 до 29 лет; 14,9 % — от 30 до 39 лет; 12,4 % — от 40 до 49 лет; 16,9 % — от 50 до 59 лет; 10,8 % — от 60 до 69 лет; 7,0 % — от 70 до 79 лет; 3,1 % — от 80 до 89 лет и 0,2 % — старше 90 лет.
Динамика численности населения коммуны по годам:
| 1850 | 1900 | 1910 | 1950 | 2000 | 2010 |
| ---- | ---- | ---- | ---- | ---- | ---- |
| 603  | 596  | 1075 | 739  | 959  | 1140 |

## Языки
По данным переписи 2000 года 61,11 % населения назвали своим родным языком романшский; 31,28 % — немецкий и 4,38 % — итальянский. В 1880 году ромашский язык считали родным 84 % населения коммуны; в 1900 году — 79 %; в 1941 году — 78 %; в 1980 году — только 71 %. По данным на 2000 год около 80 % населения заявили, что они понимают романшский.

## Достопримечательности
В Цернеце расположен центральный информационный офис Национального парка Швейцарии.

## Галерея

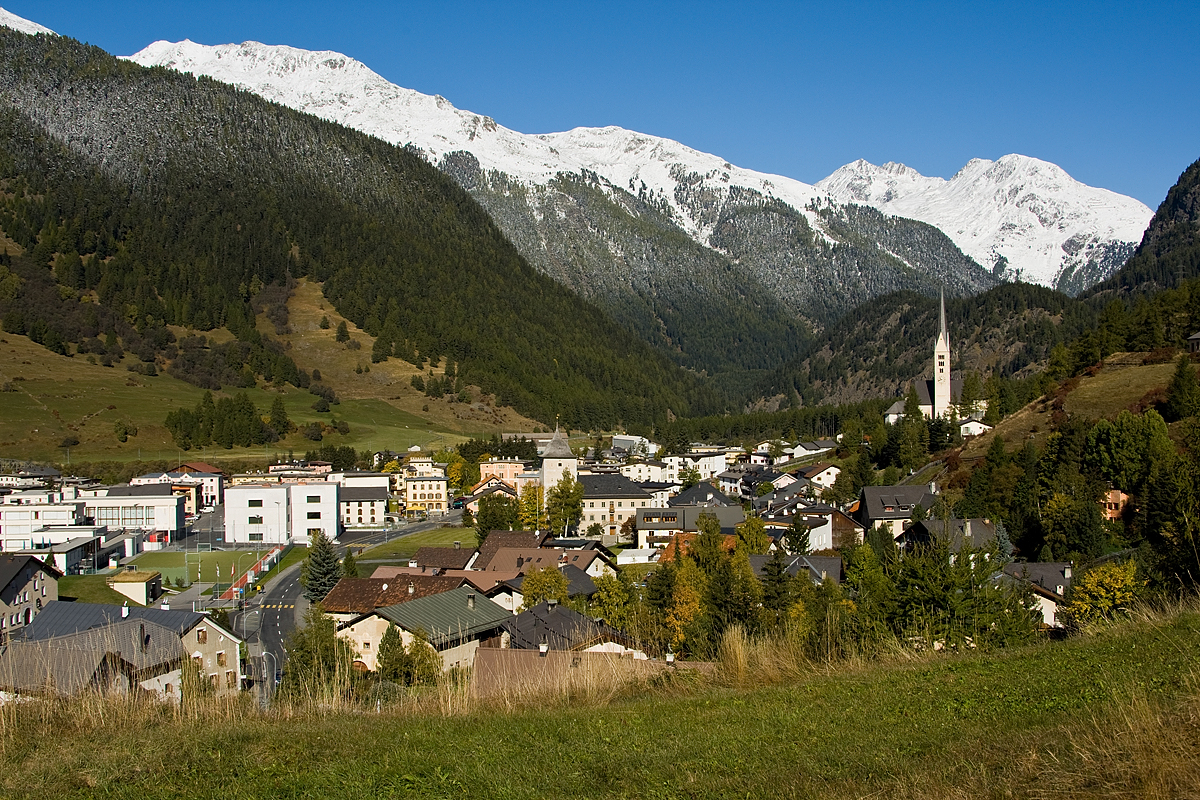
Вид на Цернец
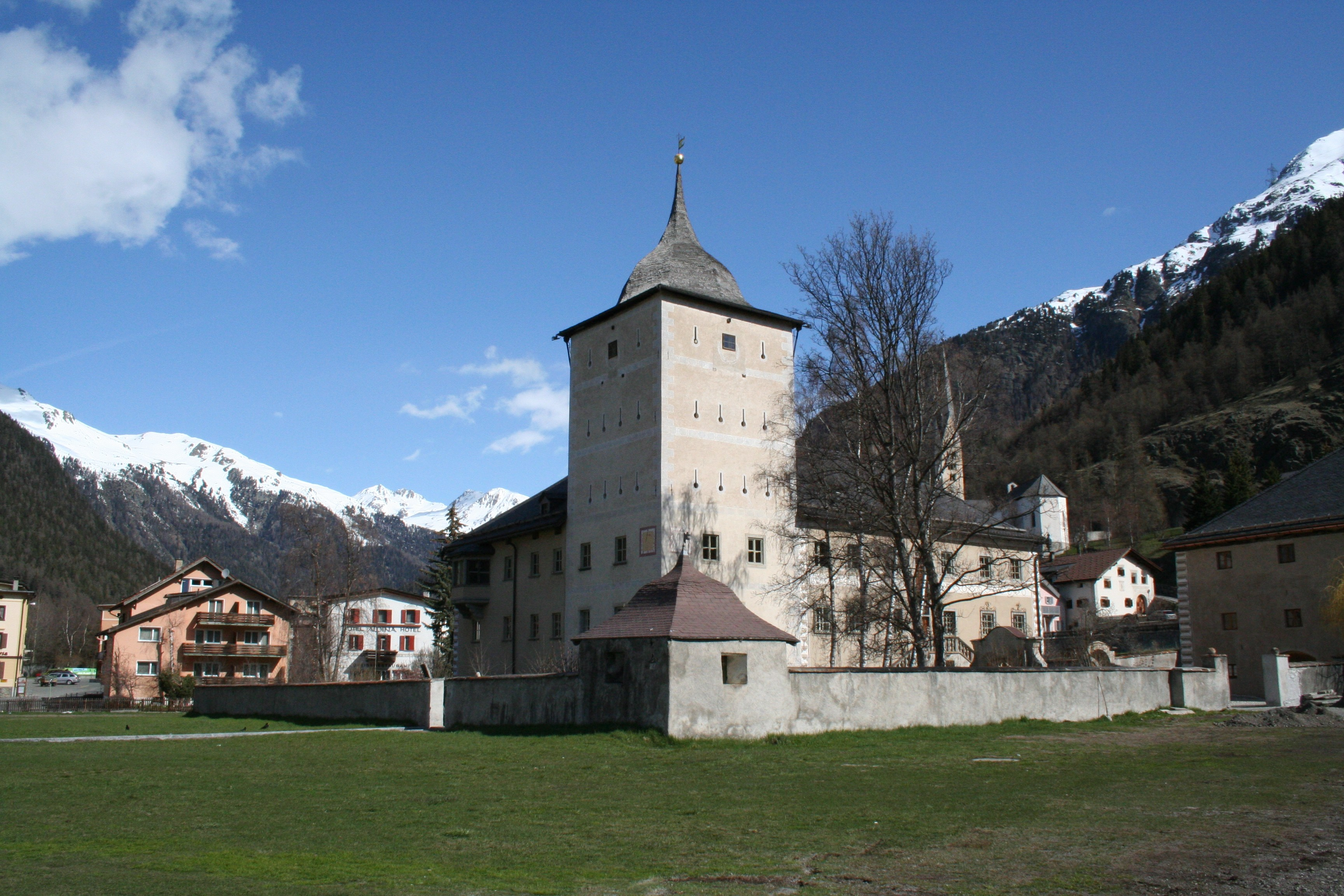
Замок Вильденберг
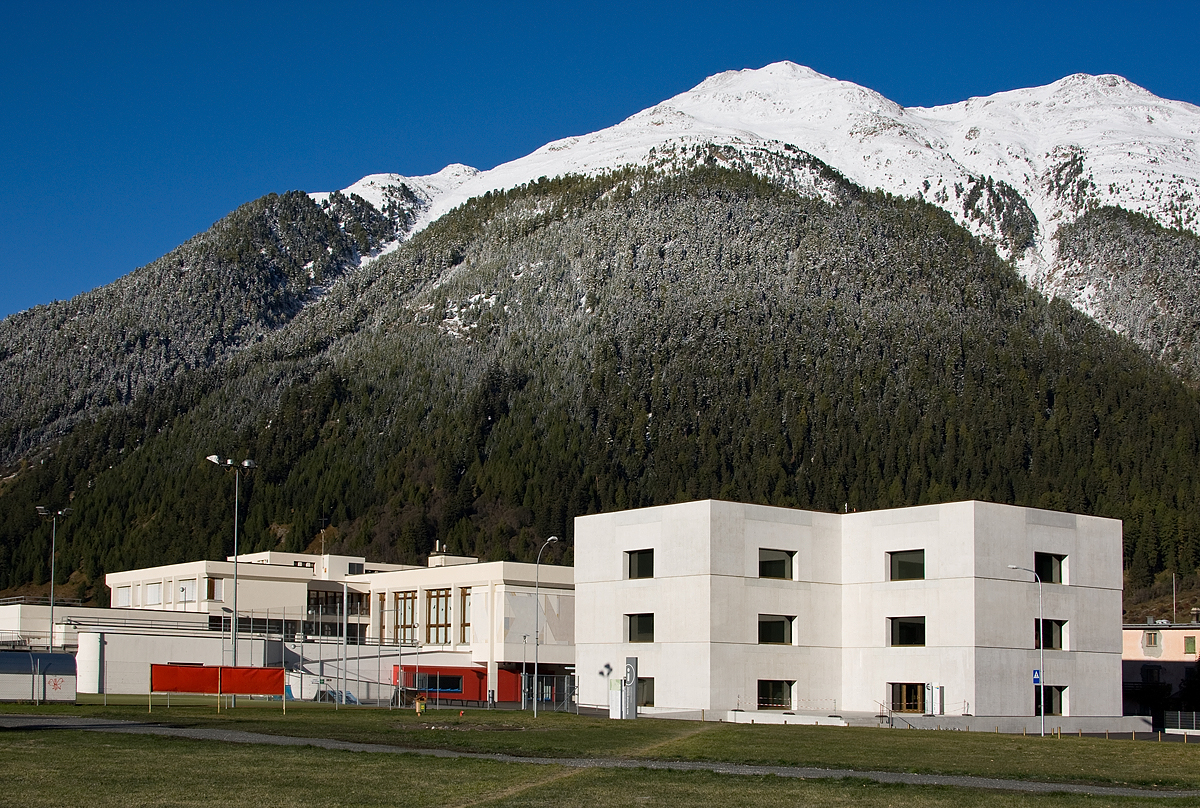
Информационный офис национального парка
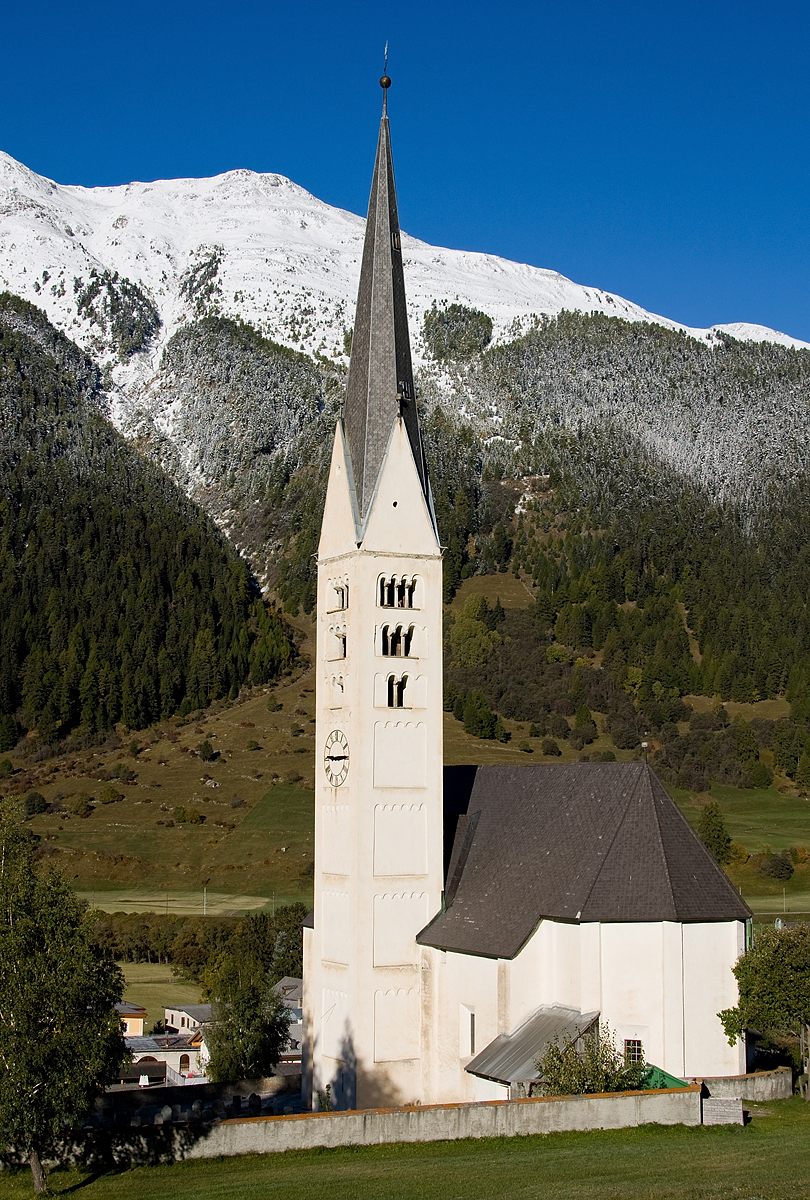
Церковь